# Liste d'élections en 1984
Chronologie des élections
- 1980
- 1981
- 1982
- 1983
- 1984
- 1985
- 1986
- 1987
- 1988

Cette liste recense les élections organisées durant l'année 1984. Elle inclut les élections législatives et présidentielles nationales dans les États souverains, ainsi que les principaux référendums.

## Par continent

### Amérique
- 25 mars - 6 mai : élection présidentielle au Salvador. Grâce à une aide financière des États-Unis, le démocrate-chrétien Duarte l’emporte au deuxième tour (6 mai) sur le dirigeant d’extrême droite de l’ARENA, le major Roberto D'Aubuisson. L’aide militaire américaine augmente, aggravant la guerre civile.
- 11 octobre : élection présidentielle au Panama. Le chef de la Garde nationale Manuel Noriega détient la réalité du pouvoir (1984-1989).
- 4 novembre : le candidat du FSLN Daniel Ortega remporte les élections au Nicaragua, boycottées par une partie de l’opposition.
- 6 novembre : réélection triomphale de Ronald Reagan (Républicain) comme président des États-Unis.
- 25 novembre : démocratie en Uruguay. Julio María Sanguinetti est élu président de l’Uruguay (début de mandat le 1er mars 1985).

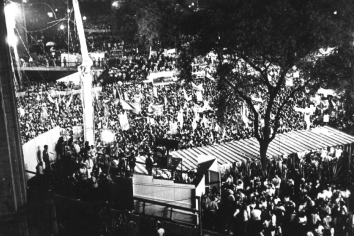
16 avril : manifestation à São Paulo pour des élections directes (Diretas Já !).

### Asie
- 31 décembre : taux de participation record aux élections générales en Inde (63 %). Le Parti du Congrès les remporte avec 49,2 % des voix.

### Europe
- 14 - 17 juin : élections européennes
- 1er juillet : au Liechtenstein, un référendum accorde enfin aux femmes le droit de vote pour les élections nationales.